# Komitat Fejér
Komitat Fejér (węg. Fejér vármegye) – komitat w środkowych Węgrzech.
Komitat Fejér leży na granicy Średniogórza Zadunajskiego i Wielkiej Niziny Węgierskiej. Na północy obejmuje zachodni skrawek Lasu Bakońskiego i południowe zbocza wzgórz Vértes, na południu – większą część równiny Mezőföld. Na wschodzie granicę komitatu stanowi Dunaj. Główne rzeki komitatu to Séd, Sárvíz i Váli-víz.

## Podział administracyjny
Komitat dzieli się na 9 powiatów:
- Bicske
- Dunaújváros
- Enying
- Gárdony
- Martonvásár
- Mór
- Polgárdi
- Sárbogárd
- Székesfehérvár

### Miasta komitatu
Miasta komitatu (liczba mieszkańców według spisu z 2001):

- Székesfehérvár: 106 346
- Dunaújváros: 55 309
- Mór: 14 728
- Sárbogárd: 13 532
- Bicske: 11 673
- Gárdony: 8540
- Ercsi: 8445
- Enying: 7126
- Polgárdi: 6368
- Csákvár: 5231 (2010)
- Martonvásár: 5180
- Velence: 4845
- Aba:4687 (2010)
- Adony: 3823